# Малышева (Курганская область)
Малышева — село в Каргапольском районе Курганской области. Административный центр Бахаревского сельсовета.

## История
До 1917 года в составе Мехонской волости Шадринского уезда Пермской губернии. По данным на 1926 год состояла из 149 хозяйств. В административном отношении являлась центром Малышевского сельсовета Мехонского района Шадринского округа Уральской области.

## Население
| 1989 | 2002 | 2010 |
| ---- | ---- | ---- |
| 444  | ↘436 | ↘364 |

По данным переписи 1926 года в деревне проживало 678 человек (309 мужчин и 369 женщин), в том числе: русские составляли 100 % населения.